# Šoupátková komora

Válcová šoupátková komora je označena číslem 4

Šoupátková komora je dutá strojní součást, v níž je umístěno šoupátko.

Na šoupátkovou komoru může být namontována maznice nebo přiveden vývod z mazacího lisu, aby byl zajištěn pohyb šoupátka s minimálním třením.

## Šoupátková komora

### Pro ploché šoupě
Pokud se jedná o komoru pro ploché šoupátko, je v jedné ze stěn jeden nebo několik otvorů, které šoupátko uzavírá. Plocha kolem otvorů je dokonale rovná, aby se mohlo šoupátko posunovat s minimálním třením. U parních šoupátek je tato plocha z leštěné ocele. 

### Pro pístové šoupě
Šoupátková komora pro pístová šoupátka má tvar válce s otvory ve stěnách. Dalo by se říci, že je to do válce srolovaná sedlová deska komory pro ploché šoupátko. Fotografii lokomotivy s odkrytými šoupátkovými komorami pístových šoupátek si můžete prohlédnout na stránce přehřívač páry. Jsou to menší z velkých otvorů v blocích válců.